# Gemeine Venusmuschel

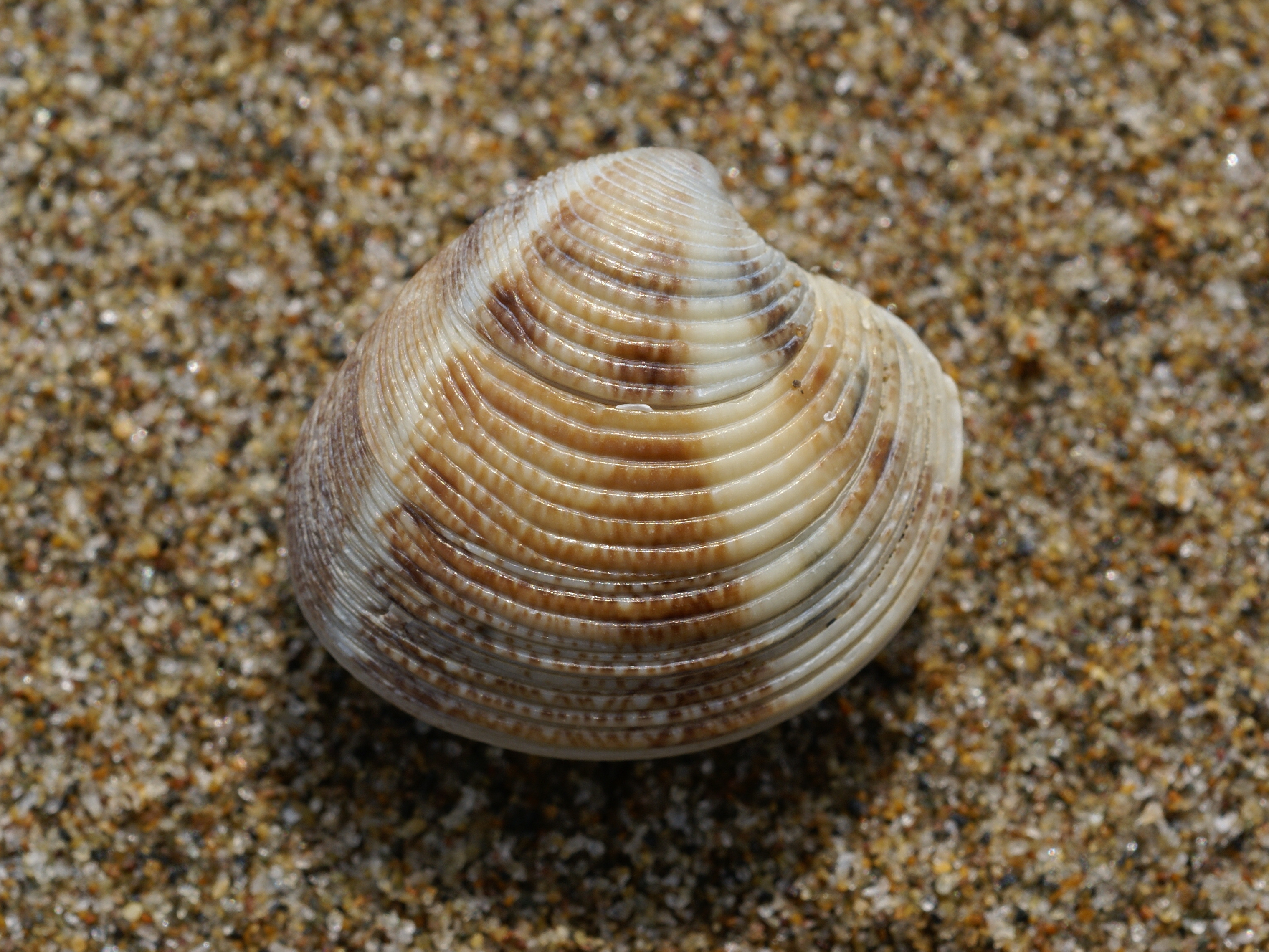
Das Exemplar zeigen die gelegentlich etwas unregelmäßigen konzentrischen Rippen und das Farbmuster

Die Gemeine Venusmuschel (Chamelea gallina) ist eine Muschelart aus der Familie der Venusmuscheln (Veneridae) in der Ordnung der Venerida.

## Merkmale
Das gleichklappige, mäßig aufgeblähte Gehäuse wird bis etwa 5 cm lang. Es ist im Umriss schief-dreieckig mit gerundetem Vorder- und Hinterende. Es ist leicht ungleichseitig, die Wirbel sitzen vor der Mittellinie. Der hintere Dorsalrand ist lang, annähernd gerade und erstreckt sich bis zum hinteren, gerundeten Hinterende. Die herzförmige Lunula ist deutlich begrenzt und weist radiale Längsrücken auf. Die eingesenkte Area ist dagegen nur undeutlich. Das Ligament ist eingesenkt, sitzt auf inneren Leisten und reicht bis zu einem Drittel der Länge des hinteren Dorsalrandes. Das Schloss besteht aus drei Kardinalzähnen in jeder Klappe. Lateralzähne fehlen. Die Mantelbucht ist relativ kurz und dreieckig in der Form. Der hintere Schließmuskel ist geringfügig dicker als der vordere Schließmuskel.
Die Schale ist weißlich bis blassgelb, und dickschalig. Die Ornamentierung besteht aus flachen und glatten, konzentrischen Rippen, die jedoch nicht genau randparallel verlaufen. Der innere Rand ist fein gekörnelt. Das Periostrakum glänzt. Auf der Oberfläche ist ein Muster aus feinen, braunen, radiären Strahlen oder Zickzacks ausgebildet. Die Innenseite ist weiß. Das Hinterende und manchmal auch die Ventralzone kann violett gefärbt sein. Dagegen ist die Wirbelregion oft rosa getönt.

Rechte Klappe
Linke Klappe

var. corrugatula

Rechte Klappe
Linke Klappe

## Ähnliche Arten
Im Durchschnitt ist die Gemeine Venusmuschel mit etwa 5 cm Gehäuselänge deutlich größer verglichen mit der sehr ähnlichen Gestreiften Venusmuschel (Chamelea striatula) mit 2 bis 3 cm Länge (sehr selten auch bis 4,5 cm Länge). Bei der Gestreiften Venusmuschel läuft das Hinterende spitzer zu, der hintere Dorsalrand und die Area sind relativ länger und nur schwach gebogen. Die Mantelbucht ist tiefer und spitzer zulaufend. Die Oberfläche glänzt nicht und die randparallelen Rippen sind etwas schmaler. Beide Formen sind jedoch in der Gehäuseform und der Ornamentierung etwas variabel. Mit den angegebenen Unterschiede lassen sich je nach Merkmal 80 bis 95 % der Exemplare sicher einer der beiden Arten zuordnen. Eine sichere Unterscheidung erlaubt der Pallialindex Länge der Mantelbucht zu Gehäuselänge.

## Geographische Verbreitung, Lebensraum und Lebensweise
Das Verbreitungsgebiet der Gemeinen Venusmuschel erstreckt sich vom Schwarzen Meer, über das Mittelmeer bis nach Südportugal. Dort kommen die Gestreifte Venusmuschel (Chamelea striatula) und die Gemeine Venusmuschel sympetrisch vor.
Die Tiere leben vom Gezeitenbereich bis in etwa 20 Meter Wassertiefe und bevorzugen schlammig-sandige bis sandige Böden. Sie sind epibenthonische Filtrierer.

## Entwicklung
Die Art ist getrenntgeschlechtlich. Die Tiere werden schon bei einer Größe von 8 bis 14 Millimetern geschlechtsreif. Die Geschlechtsprodukte bei Populationen an der Algarve werden von Juni bis September koordiniert zwischen den Geschlechtern ins freie Wasser abgegeben, wo die Befruchtung stattfindet. Hier werden die Tiere bis fünf Jahre alt, meist drei bis vier Jahre. In der Adria und auch im Marmarameer und im Schwarzen Meer werden die Exemplare älter (acht bis neun Jahre).

## Taxonomie
Das Taxon wurde 1758 von Carl von Linné aufgestellt. Es ist die Typusart der Gattung Chamelea Mörch, 1853. Das Taxon wird heute allgemein als gültiges Taxon akzeptiert. Allerdings gibt es immer noch Autoren, die die nahe verwandte Gestreifte Venusmuschel für ein jüngeres Synonym oder lediglich für eine Unterart der Gemeinen Venusmuschel halten. Das sympatrisches Vorkommen beider Arten im westlichen Mittelmeer und an der Algarve spricht jedoch gegen diese Annahme. Die MolluscaBase listet folgende Synonyme: Chione schottii Dall, 1902, Venus corrugatula Krynicki, 1837, Venus gallina var. alba Bucquoy, Dautzenberg & Dollfus, 1893, Venus gallina var. articulata Pallary, 1900, Venus corrugatula Krynicki, 1837, Venus gallina var. flava Bucquoy, Dautzenberg & Dollfus, 1893, Venus gallina var. major Bucquoy, Dautzenberg & Dollfus, 1893, Venus gallina var. minor Bucquoy, Dautzenberg & Dollfus, 1893, Venus nucleus Statuti, 1880, Venus nuculata Locard, 1892 und Venus sinuata Born, 1778.

## Kommerzielle Bedeutung
Die Gemeine Venusmuschel ist im Mittelmeerraum eine wichtige Meeresfrucht. Die Muscheln werden mit Dredgen und Grundschleppen gefischt. Die Fänge sind von Jahr zu Jahr zu unterschiedlich und schwankten in Jahren nach 2000 zwischen etwa 30.000 Tonnen bis nahezu 80.000 Tonnen pro Jahr. Die größten Fänge werden in Italien gemacht.

## Belege